# Közönséges farkas

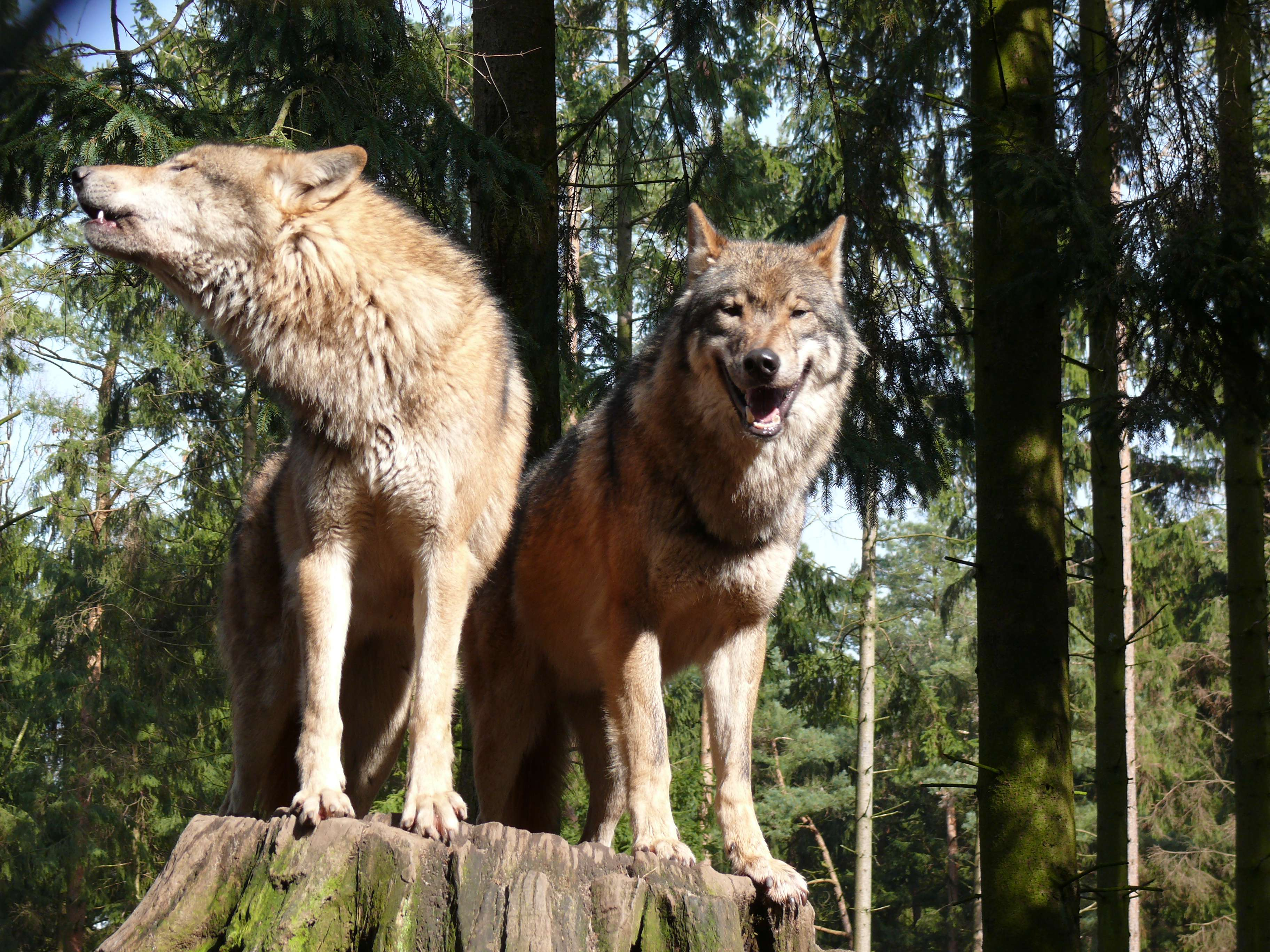
Európai farkas pár

A közönséges farkas vagy európai szürkefarkas (Canis lupus lupus) az emlősök (Mammalia) osztályának ragadozók (Carnivora) rendjébe, ezen belül a kutyafélék (Canidae) családjába tartozó szürke farkas (Canis lupus) egyik alfaja.
A nagy termetű, sötét szőrű alfaj egykor Európa-szerte közönséges volt, ma már csak szigetszerű populációi találhatók meg. Magyarországon is ez az alfaj települ vissza.

## Előfordulása
A közönséges farkas a sarkvidéki tundrától eredetileg a dél- és délkelet-európai sztyeppéig és bokorerdőkig mindenféle élőhelyben elterjedt, de az ember ádáz üldözése folytán Észak-Skandinávia, a Balkán- és az Ibériai-félsziget, valamint az Appenninek félreeső, nehezen megközelíthető hegyvidékeire szorult vissza. Elterjedési területe csak kelet felé nyitott. Onnan, a hajdani farkasösvényeken járva, még ma is eljut egy-egy farkas nyugatra. Franciaország egyes területein is újfent tartósan megvetette lábát, de az is lehet, hogy maradványállományokról van szó.

### Kárpát-medence
Európában – ezen belül a Kárpát-medencében is – csak szigetszerű populációi élnek.
Ma már Magyarországon is védett, azaz a délről és északról átkóborolt egyedeket nem lövik ki automatikusan.

### Farkas a mai Magyarországon
Magyarországon a közönséges farkas állománya a II. világháború végére nagyon lecsökkent, majd később el is tűnt. A 80-as években ismét megjelentek farkasok az Északi-középhegységben (Zempléni-hegység, Aggteleki-karszt), ahol azóta is tartósan jelen vannak. 1991-ben a Balaton-felvidéken ejtettek el egy példányt, a kitömött állatot az Afrika Múzeumban állították ki Balatonedericsen. A farkas Magyarországon védett állat.

## Megjelenése
Az állat testhossza 105–160 centiméter, farokhossza 29–50 centiméter, magassága 80–85 centiméter és testtömege (elterjedési területtől függően) átlagosan 32–50 kilogramm, de a 69–80 kilogrammot is elérheti; Európa és a Föld területén a legnagyobb, rekordméretű példányt a második világháború után lőtték ki a mai Ukrajna területén, a tömege 86 kilogramm volt. A hím (kan) nagyobb a nősténynél (szuka). Jóval termetesebb az aranysakálnál (Canis aureus), az egyetlen európai kutyafélénél, amellyel a farkast össze lehetne téveszteni. Hatalmas szemfogai és éles, ollószerű tépőfogai vannak. Az öreg kanok nyakát vaskos, erős, sörényszerű szőrzet borítja. A közönséges farkas bundája túlnyomórészt sötétszürke, télen lényegesen tömöttebb, mint nyáron. Farka bozontos. Testalkata egy nagy, erőteljes német juhászkutyáéhoz hasonló. Sokféle hangon vonyít és üvölt, különösen falkában. Kutyaszerű ugatást ellenben csak ritkán hallat.

## Életmódja

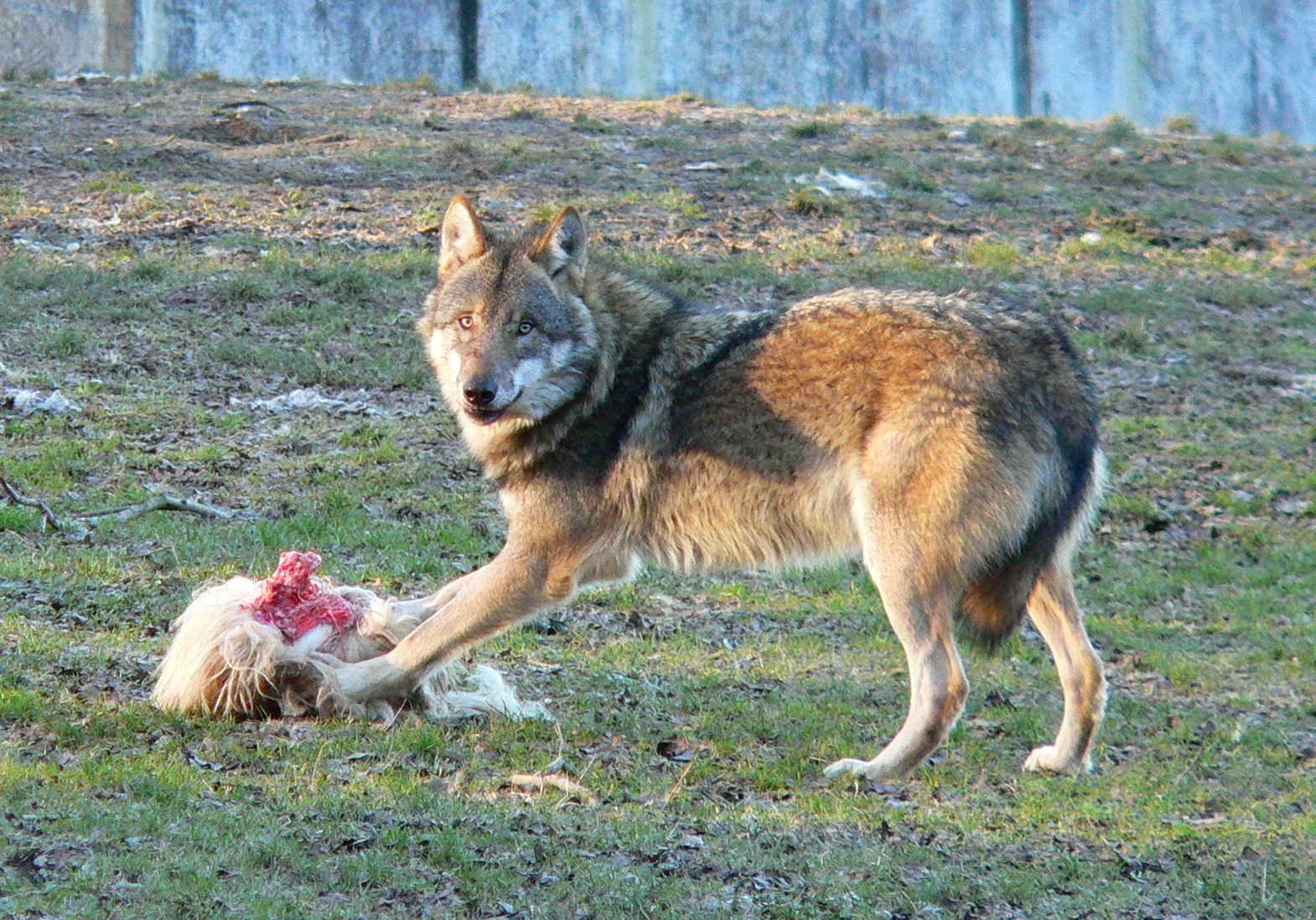
Európai farkas a zsákmányával

Az európai farkas az egyik leginkább alkalmazkodóképes ragadozó. Életmódját nagymértékben a mindenkori környezeti adottságokhoz igazítja. A párosodási időn kívül rendszerint falkákban él. Szociális magatartása az állatvilágban a legfejlettebbek közé tartozik. A falkában az egyes farkasok szoros egységet alkotnak, anélkül hogy elveszítenék egyéniségüket. Azzal, hogy alárendelik magukat a falka érdekének, zsákmányszerzésük hatékonysága lényegesen megnövekszik. Falkában olyan állatokat is el tudnak ejteni - például kifejlett jávorszarvast -, amelyeket egy magányos farkas soha nem tudna leteríteni. Nagyvadakra tehát csak falkában tudnak vadászni, melynek alapja az egymás kölcsönös felismerése. Így képesek a pontos rangsorrend kialakítására és a szerepek egyértelmű felosztására. A legerősebb példány lesz a vezérfarkas (alfa-hím), ő irányítja a falkát, bár bizonyos feladatokat átháríthat egyes magasabb rangú szukákra. A vadászat során a falka tagjai együtt dolgoznak, hajsza közben vonalban szétnyílnak, vagy alcsoportokra oszlanak, hogy egymás felé hajtsák a vadat. A zsákmányból mindegyikük rangja szerint részesül. Komoly harcok a falkán belül viszonylag ritkán fordulnak elő, ami nem utolsósorban azzal függ össze, hogy a tagok többsége szoros rokoni kapcsolatban áll egymással. A heves küzdelemnek az alulmaradó egyed meghunyászkodó, illetve alárendeltséget kifejező testtartása vet véget. A védtelen torok felkínálása a fajtársban harapási gátlást vált ki. A falkán belüli szigorú hierarchikus rend másik következménye, hogy - kiváltképp szűkös időkben - csak a rangsor élén álló kanok és szukák párosodnak és nevelnek utódokat. A közepes és alacsony rangú egyedek ilyenkor kimaradnak a szaporodásból. Ezt sajátos belső születésszabályozásuk teszi lehetővé. A falka összetartása nyáron vagy táplálékbőség idején lazul. Néha csupán az egyes párok maradnak együtt. A kan többnyire segít a szukának a kölykök felnevelésében. A farkasok vadászstratégiája teljesen eltér a macskákétól. Nem lesből rohanják le prédájukat, hanem hosszasan űzik, bár ugrani is jól tudnak. Testfelépítésükből is világosan kitűnik, hogy kitartó futók. Hosszú lábukon nagy lépésekkel tudnak haladni, izomzatuk jól bírja a tartós igénybevételt, és a hosszú, erős megterheléstől sem fárad el, szemben a meglepetésszerűen rohamozó ragadozókkal. Így bár a vadászó gepárd (Acinonyx jubatus) lényegesen nagyobb sebességet ér el, mint a farkas, csupán néhány másodpercig képes azt tartani, utána kimerül. A farkasok ellenben szükség esetén több órán át tudnak futni, méghozzá meglehetősen gyorsan. Előbb vagy utóbb még a legkitartóbb prédának is szembe kell néznie a rohammal. Az áldozatot csak fogaikkal ragadják meg, karmaiknak ebben semmi szerepe nincs. Vékony, a futást szolgáló lábukkal sem nagyot ütni, sem egy erősebb állatot leszorítani nem tudnak. Ezért a zsákmányt harapásukkal ölik meg, mint az a nagymacskáknál is előfordul. A hajsza során a préda nyomát kell követniük, magát az állatot gyakran nem is látják. Ebben orruk segíti őket, amely olyan kifinomult szaglással bír, hogy bátran az állatvilág legfejlettebb érzékszervei közé sorolhatjuk. Bármely csapásról azonnal felismerik, hogy érdemes-e követni. A szaglásnak természetesen a farkasok szociális kapcsolataiban is kiemelkedő szerep jut, mind egymás egyedi felismerésében, mind a territórium szagjelekkel való kijelölésében.
Semmiképp sem igaz, hogy csak nagyobb állatokat, mint őzet, jávor-, és gímszarvast zsákmányolna, étlapján egy sereg kisemlős, dögök, sőt növények is szerepelnek. Nem válogat, azt eszik, amit a legkönnyebb elejteni. Ezért is jelent állandó problémát a birkanyájak vagy marhacsordák közelében. Emiatt - és nem azért, mert állítólag veszélyesek lehetnek az emberre - a közönséges farkast valamikori elterjedési területének nagy részéről kiirtották, és ahol még ma is előfordul, ott szüntelen üldöztetésnek van kitéve. A háziállatok többnyire könnyebb zsákmánynak bizonyulnak, mint a félénk vadak, és ráadásul csoportban találhatók. A farkastól fenyegetett birkanyájakat ezért különleges képességű kutyákkal őrzik, Magyarországon például komondorokat használtak erre a célra, amelyek bátran szembeszálltak a farkasokkal.

## Szaporodása
Az európai farkasok rendszerint már télen párosodnak. A 63 napos vemhesség leteltével a nőstény március–áprilisban többnyire 4-6 kölyköt hoz a világra. Sok gondoskodást és védelmet igényelnek, amíg 6 hónaposan önállóvá nem válnak. A hím és nemegyszer más falkatársak is hordanak eleséget a kicsinyeknek, amelyek később a közösség tagjai lesznek.

## Egyéb
A még meglévő közönséges farkasállományokat mérgezett csalétkekkel pusztítják, még manapság is.

## Képek

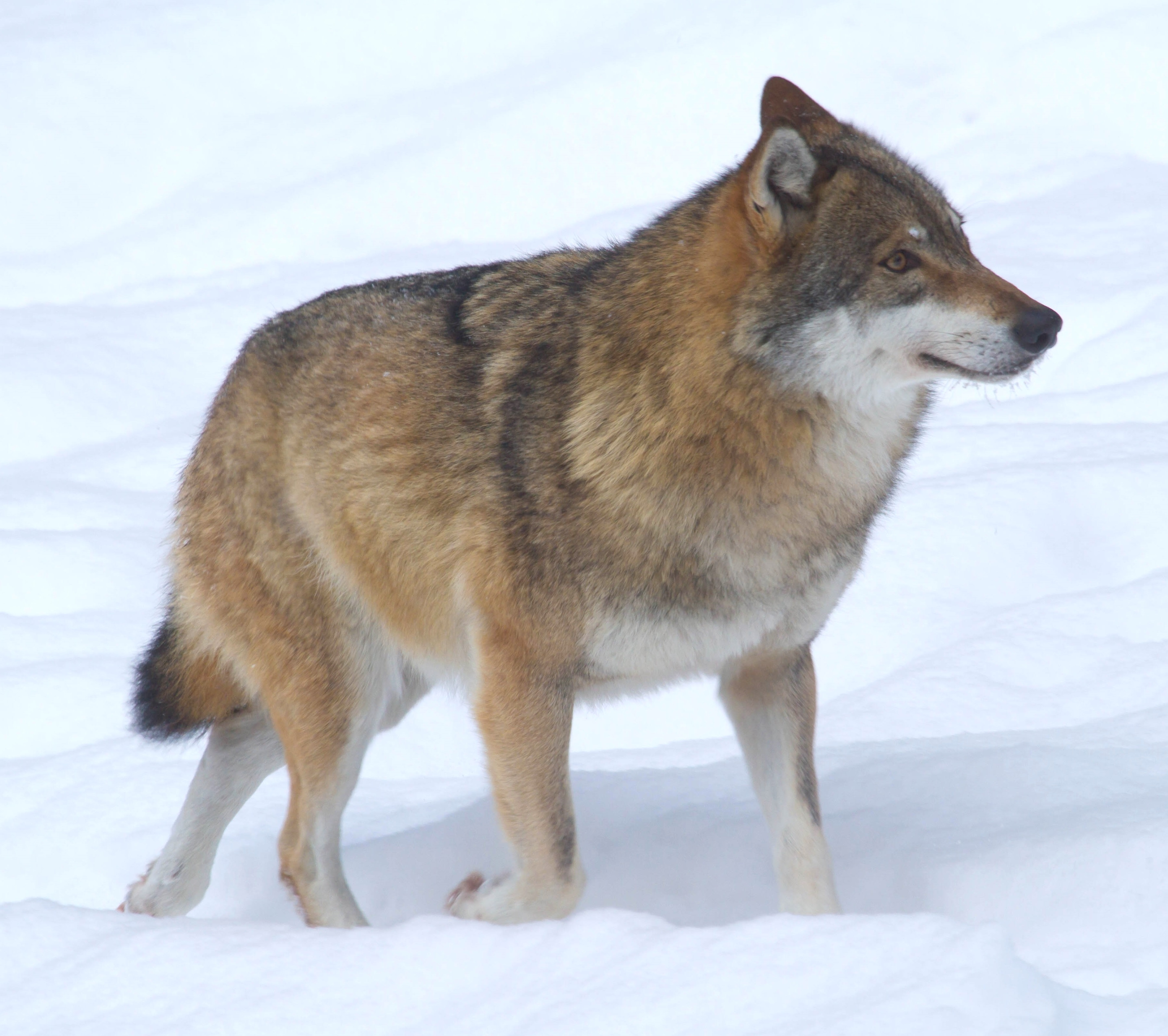
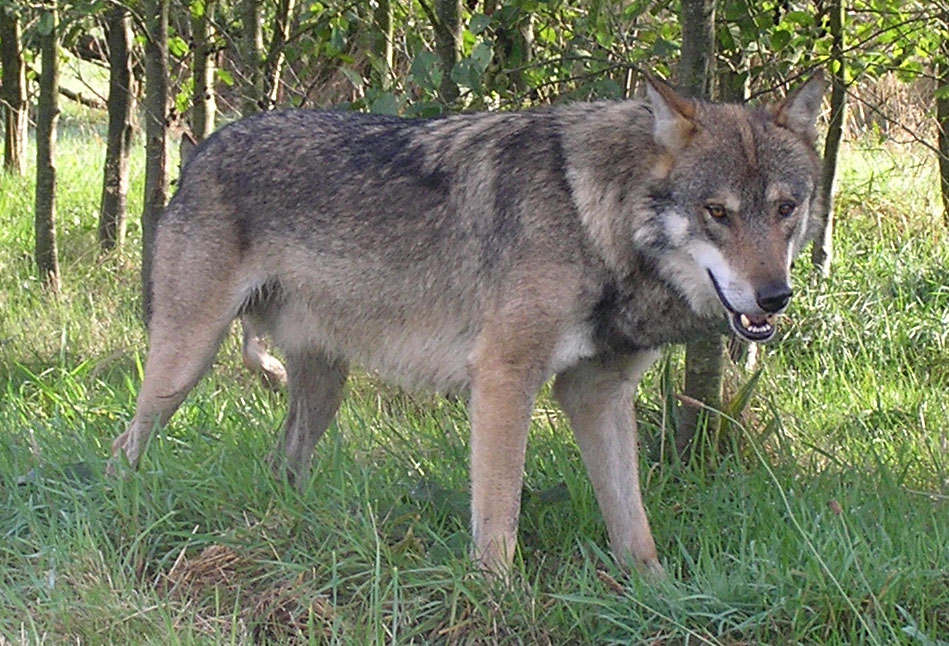
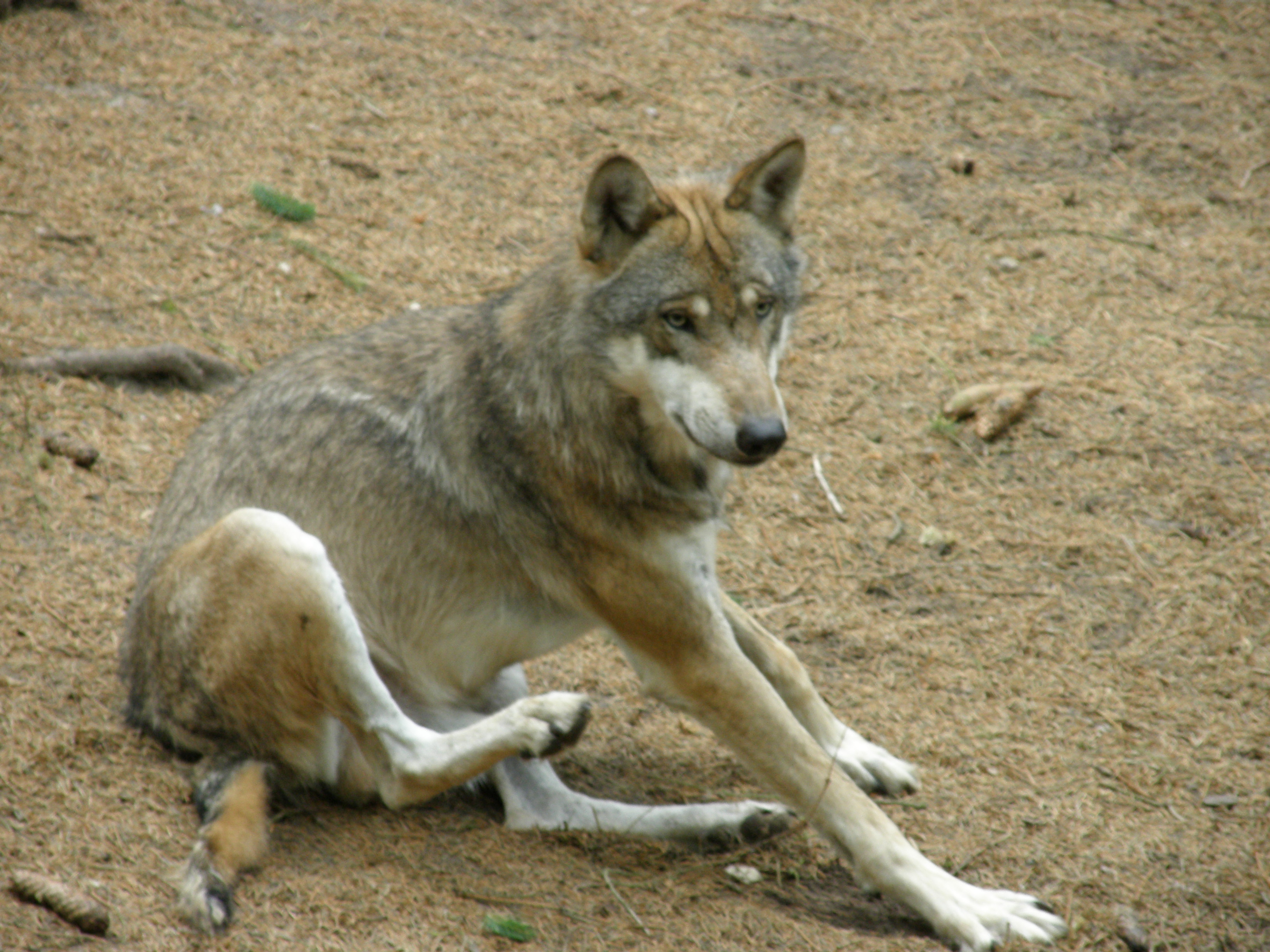
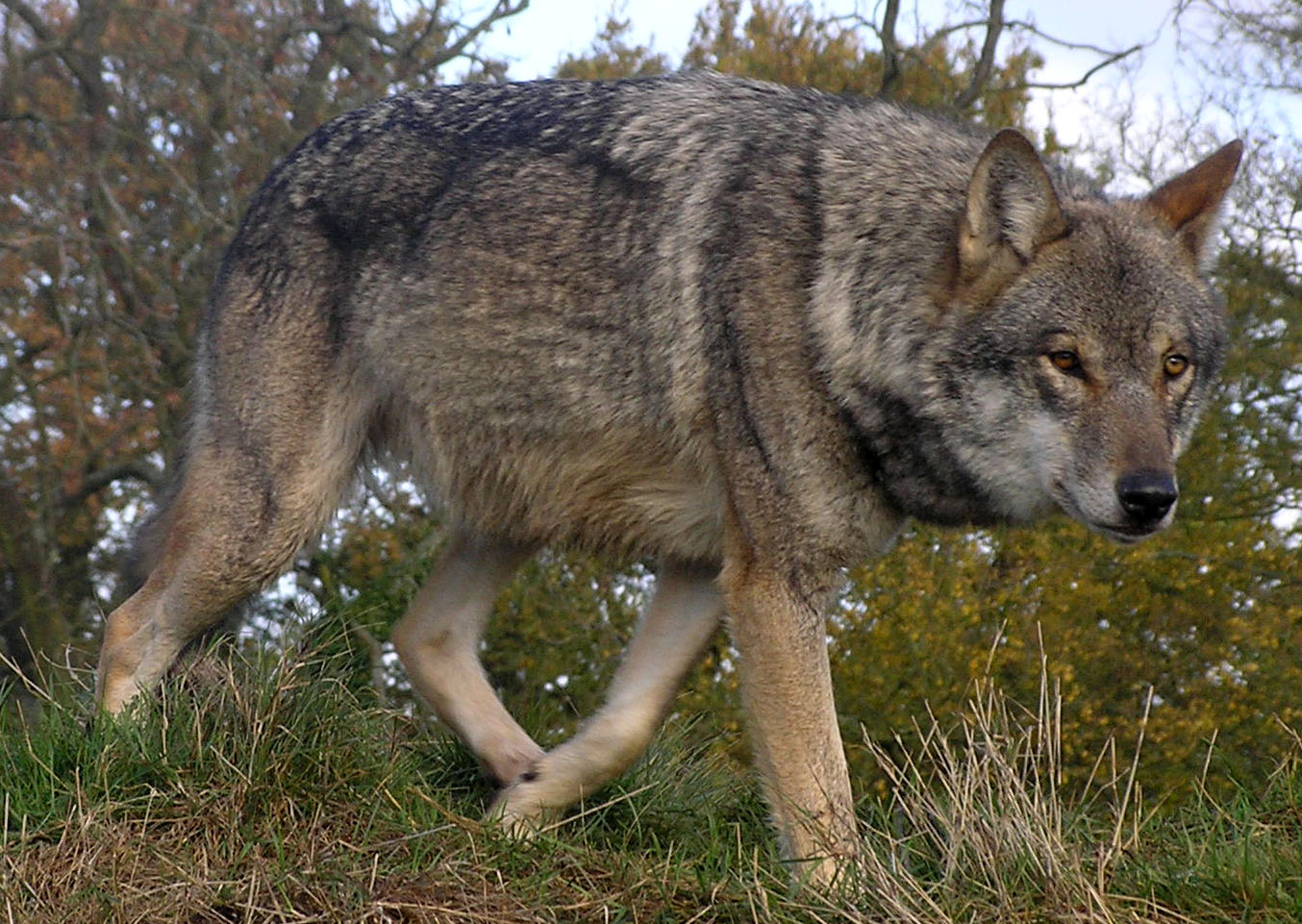
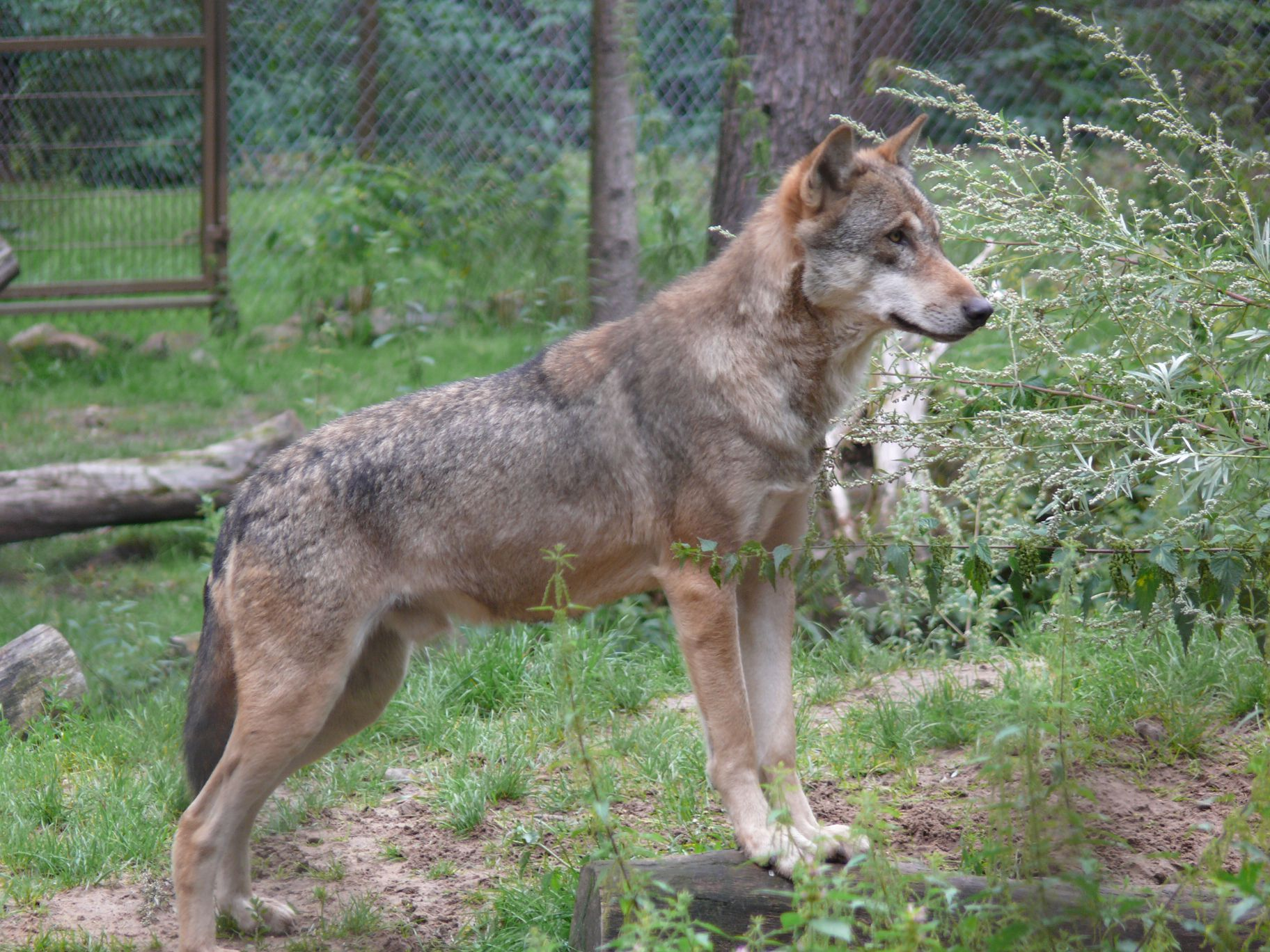
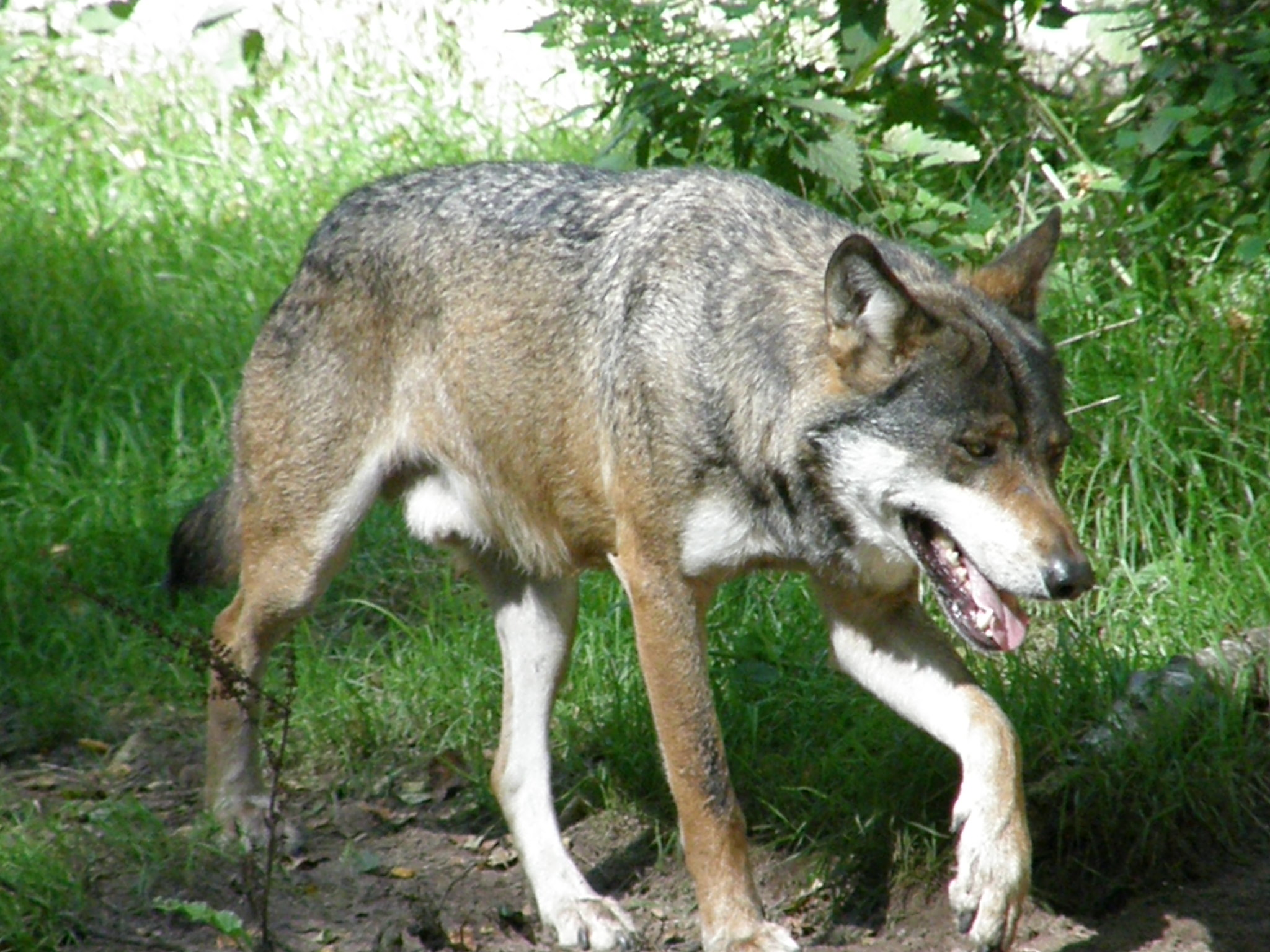
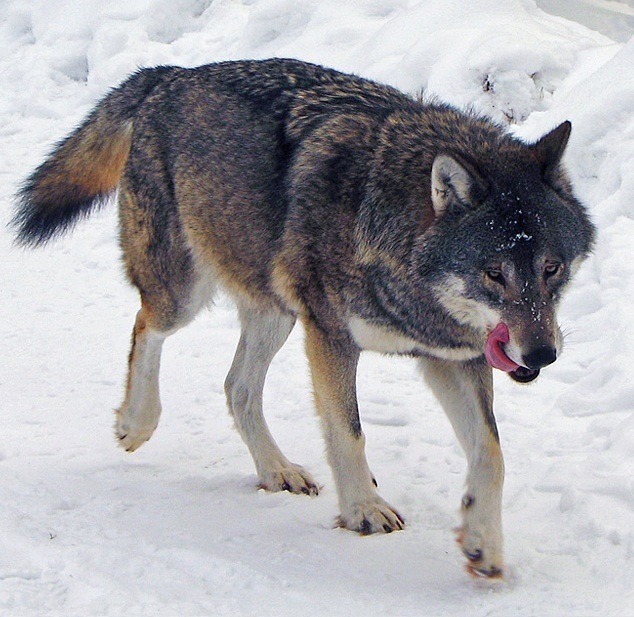